# Shuruppak
Shuruppak var en sumerisk stad som låg söder om Nippur, vid nuvarande Tall Fa'rah i centrala Irak. Staden låg vid stranden av Eufrat. Utgrävningar på platsen visar att den var bebodd redan i förhistorisk tid och att staden existerade från senast ca 3000 f. Kr. fram till tredje Ur-dynastin (ca 2112-2004 f. Kr.) då bosättningen upphör.
Arkeologerna har bland annat hittat huslämningar och hundratals tavlor med kilskrift som visar att det fanns en högkultur på platsen redan omkring 3000 f. Kr.

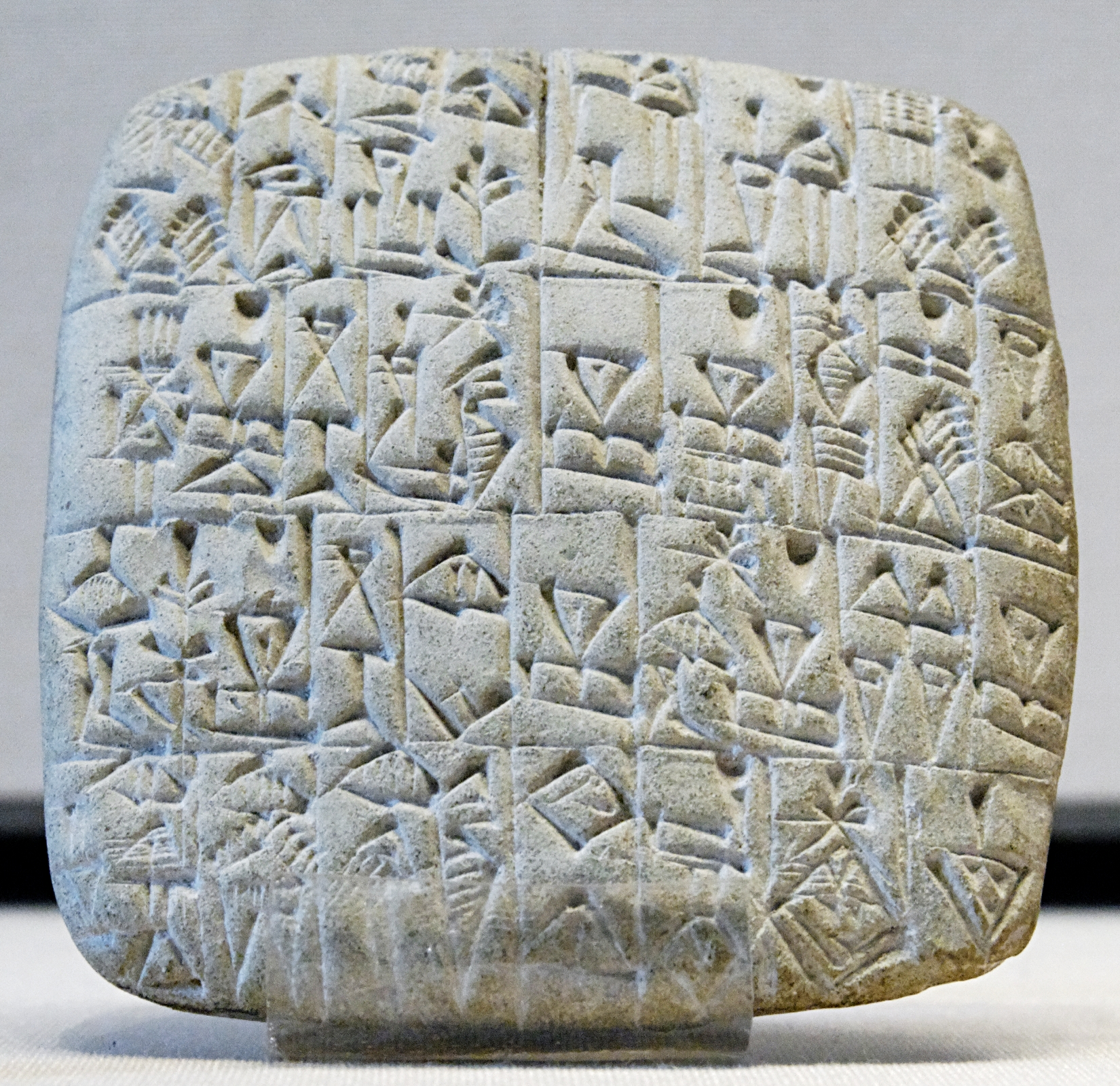
Sumerisk tavla från Shuruppak.

I tidig sumerisk mytologi kopplas Shuruppak starkt till den bekanta berättelsen om en stor översvämning som förintade hela mänskligheten utom en man, Ziusudra. Han återkommer i de senare Gilgamesheposets babylonisk-akkadiska version med namnet Utnapishtim och i Gamla testamentet som Noa.
Ett 3 1/2 meter tjockt lerlager på platsen ger starkt stöd åt berättelsen om Shuruppak som den plats där översvämningen inträffade. Lagret sammanfaller i tid med den period då staden upphör att existera.